# Где генерал?
«Где генерал?» (пол. Gdzie jest generał...) — польский художественный фильм 1963 года. Военная комедия Тадеуша Хмелевского, снятая в средневековом замке Чоха (гмина Лесьна в Судетах).

## Сюжет
Идет Вторая мировая война. Солдат Вацлав Ожешко приносит одни неприятности своему отделению. Товарищи хотят, чтобы он ушёл куда-нибудь подальше, сержант Панасюк тоже его уже не хочет видеть. Разочарованный Вацлав попадает в средневековый замок, где в погребах хранится множество бочек с винами. Но даже напиться вволю не удастся, потому что погреб стережет красноармеец Маруся. Вдвоем с Вацлавом они случайно берут в плен немецкого генерала в кальсонах. Но как выйти из погреба? Здания заняли немцы, а ворота крепости штурмует отделение сержанта Панасюка.

## В ролях
- Ежи Турек — Вацлав Ожешко
- Эльжбета Чижевская — Маруся
- Болеслав Плотницкий — сержант Владислав Панасюк
- Анджей Хердер — Микулко, солдат отряда Панасюка
- Вацлав Ковальский — Казюк, солдат отряда Панасюка
- Юзеф Лодыньский — солдат отряда Панасюка
- Збигнев Юзефович — полковник Дзежбицкий
- Юзеф Пара — поручик Михневич
- Зыгмунт Листкевич — капрал Выджиньский
- Юзеф Перацкий — капрал Соловейкин
- Казимеж Талярчик[пол.] — советский полковник
- Виргилиуш Грынь — советский майор
- Станислав Мильский — генерал Эрнест фон Фалькенберг
- Богуслав Сохнацкий — ординарец генерала фон Фалькенберга
- Зыгмунт Зинтель — штурмбаннфюрер СС
- Станислав Нивиньский — обер-лейтенант
- Эугениуш Каминьский — эсэсовец
- Людвик Касендра — немецкий солдат
- Юзеф Збируг[пол.] — немецкий радист

## Дубляж на русский язык
Фильм дублирован на киностудии им. Горького.
- Владимир Балашов, Николай Граббе, Владимир Коренев, Иван Рыжов, Надежда Румянцева, Феликс Яворский, Юрий Белов, Борис Баташев, В. Ковальков, А. Тарасов, К. Тыртов и другие.